# Dunguaire Castle
Dunguaire Castle (irsk: Dún Guaire) er et beboelsestårn fra 1500-tallet på den sydøstlige bred af Galway Bay i County Galway, Irland, nær Kinvara (også staveet Kinvarra). Navnet er afledt fra dun (fort) far kong Guaire, en sagnkonge over Connacht.
Borgens 23 m høje tårn og dens mur er blevet restaureret, og stedet er åbent for turister.